# Ávila (apelido)

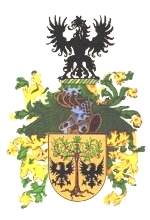
Brasão de um ramo da família Ávila dos Açores.

Escudo do Brasão da família Ávila, Açores, Portugal.

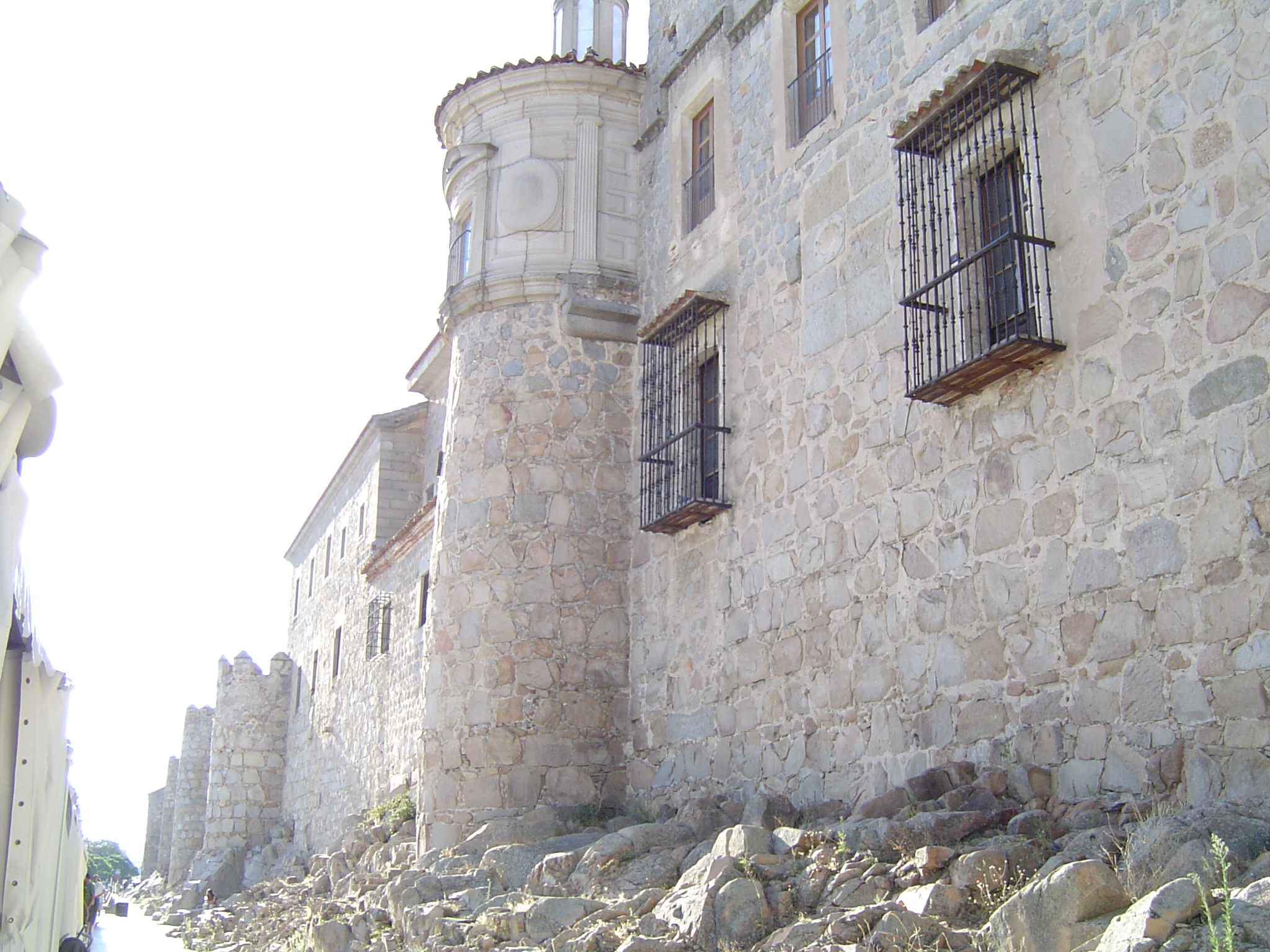
Fachada posterior do Palácio da Família Dávila encravado na muralha da cidade de Ávila.

Ávila é um apelido de família da onomástica das línguas castelhana e portuguesa de origem toponímica, precisamente a cidade de Ávila, capital da província homônima. Em alguns países o nome Ávila é usado como nome próprio, do gênero feminino, ganhando assim o significado de Aquela que vem curar e gera a paz, para os nascidos em 22 de Março.

## Origens históricas
A história e origens destas família iniciam-se na pessoa de D. Ximeno Sanchez, que segundo afirmam os cronologistas e genealogistas foi sexto neto de D. Aloito ou D. Afonso de Bragança e de sua esposa D. Marquesa, um dos maiores fidalgos das Astúrias nas primeiras décadas do século XI, e de sua esposa D. Argonta foi filho de Vasco Ximeno que viveu no Concelho de Salas, nas Astúrias.
O rei Afonso VI de Leão mandou Raimundo da Borgonha, seu genro, povoar a cidade de Ávila, que tinha sido recentemente conquistado aos mouros. Vasco Ximeno foi um dos cavaleiros que mais contribuíram para a sua povoação.
Vasco Ximeno de sua esposa D. Olaia Garcez, tiveram dois filhos, o referido D. Ximeno Sanchez e Fortun Vasques, que igualmente contribuíram grandemente para o povoamento da cidade. Tiveram também uma filha, D. Ximena Vasques, que foi esposa de D. Fernão Lopes Trillo que exerceu o cargo de Alcaide e foi o fundador do Alcácer de Ávila.
Os descendentes destes primeiros povoadores do século XI ficaram sempre ligados a Ávila, e é no Século XV que desta localidade passaram a Portugal Antão Gonçalves de Ávila e João Gonçalves de Ávila, filhos de João Sanches de Bettencourt e netos de D. Elvira de Ávila, casada com Jorge de Bettencourt.
Foi Antão Gonçalves de Ávila, que passou à ilha Terceira, Açores, onde casou com D. Inês Gonçalves de Antona, filha de Afonso Gonçalves de Antona, que era criado da infanta D. Beatríz de Portugal, Duquesa de Sabóia por casamento. Deste casamento descendem os Ávilas das ilhas dos Açores.
João Gonçalves de Ávila, depois se servir a coroa em África casou também, tal como o irmão, na ilha Terceira com D. Leonor Álvares, de que teve um filha que se chamou Leonor Álvares de Ávila, casada esta com João Luís Teixeira, natural da cidade de Braga e que também deixaram geração quer perdurou.
Afonso Lopes de Ávila, outro membro desta família com origem em Espanha e que foi fidalgo castelhano que veio para Portugal ao serviço daquela que ficou conhecida como A Excelente Senhora, serviu o rei de Portugal e no país casou com uma senhora de apelido Vasconcelos, irmã do bispo de Ceuta. Os filhos deste casamento usaram também o nome Ávila.
Na antiga grafia o nome Ávila escrevia-se sem acento (Avila) e alguns ramos desta antiga família ainda mantêm esta grafia em Portugal. Ávila é no entanto a forma mais usualmente utilizada.
Atualmente o nome Ávila encontra-se espalhado pelo mundo, chegou ao Brasil com o povoamento, radicando-se principalmente no Rio Grande do Sul levado pelos colonos dos Açores.
Também nos Estados Unidos, África, Ásia e Europa do Norte e central o nome Ávila foi disseminado pelos emigrantes.

## Brasão de armas da família Ávila
Os Ávilas usam uma brasão que difere do seguinte modo:
Os Ávilas de Portugal Continental usam de ouro, treze arruelas de azul, postas 3,3,3,3 e 1 e tem por Timbre um leão sainte, também de ouro, carregado das arruelas do escudo.
Os Ávilas dos Açores usam de ouro com uma árvore de sua cor entre duas águias estendias de negro e tem por Timbre uma das águias do escudo.
Outros Ávilas também dos Açores usam: esquartelado, o 1º e o 4º de ouro com uma águia estendida de ouro; o 2º e o 3º de prata, com três faixas de vermelho acompanhadas de sete olhos sombreados de azul postos 2,2,2 e 1, e tem por Timbre uma águia do escudo.
Por alvará de mercê nova datado de 9 de Outubro de 1860, foram concedidas pelo rei D. Luís I a António José de Ávila, que foi o Duque de Ávila e Bolama, novas armas em que a única alteração relativamente às de outros Ávilas das ilhas está no número e disposição dos olhos nos 2º e 3º. Um em cada faixa, dispostos em banda.

## Alguns Ávilas célebres
- Barão do Ribeiro
- Visconde de Bettencourt
- Duque de Ávila e Bolama
- Conde de Ávila
- Rodrigo Lobo de Ávila
- Marquês de Ávila
- Roberto d'Ávila
- Manuela D'Ávila
- Henrique Francisco d'Ávila
- Senhor de Peñaranda
- Senhor de San Bartolomé de Pinares
- Conde de Correia Bettencourt
- Marquês de Navalmoquende
- Carlos Orta Lobo d'Ávila
- Senhor de Villafranca de la Sierra de Gredos
- Joaquim Tomás Lobo d'Ávila, Conde de Valbom
- General Francisco de Paula Gouveia Lobo d'Ávila
- Conde de Vila da Praia da Vitória
- Senhor de Villatoro
- Visconde de Brugues
- Senhor de Las Navas
- Marquês de Povar
- Marquês de La Puebla
- Marquês de Cespedosa de Tormes
- General José Maria Lobo d'Ávila
- Hélio Gomes d'Ávila Filho
- Lucas Pacheco Ávila